# زلاتکو دالیچ
زلاتکو دالیچ (به انگلیسی: Zlatko Dalić) بازیکن فوتبال بازنشسته کروات است. او متولد ۲۶ اکتبر ۱۹۶۶ در یوگسلاوی است و به عنوان بازیکن تاکنون در تیم‌های هایدوک اسپلیت، وارتکس، دینامو وینکوویچی بازی کرده‌است. او همچنین سابقه مربیگری در تیم‌های وارتکس، دینامو تیرانا، الفیصلی، الهلال، العین، تیم ملی فوتبال کرواسی را دارد.
او درسال ۱۳۹۶ و بعد از استعفای علیرضا منصوریان در یک قدمی سرمربی‌گری استقلال تهران بود که این اتفاق رخ نداد و وینفردشفر جایگزین علیرضا منصوریان شد
او در فصل ۲۰۱۲–۲۰۱۳ همراه با الهلال نایب قهرمان لیگ حرفه‌ای فوتبال عربستان شد.
همچنین او در سال ۲۰۱۴–۲۰۱۵ همراه با العین قهرمان لیگ امارات و در سال ۲۰۱۶ نایب قهرمان لیگ قهرمانان آسیا شد.
او در سال ۲۰۱۷ سرمربی تیم ملی فوتبال کرواسی شد.
وی در جام جهانی فوتبال ۲۰۱۸ با سرمربیگری تیم ملی فوتبال کرواسی به نایب‌قهرمانی این جام رسید.
او در جام جهانی ۲۰۲۲ با تيم كرواسی به مقام سومی دست يافت.